# Saison 2000-2001 du FC Sochaux-Montbéliard
Chronologie
Saison précédente Saison suivante
La saison 2000-2001 du FC Sochaux-Montbéliard est la 10e saison du club en Division 2.
L'équipe sochalienne remporte le titre de champion de D2, avec 75 points. Elle présente la meilleure attaque avec 67 buts marqués et la 2e meilleure défense avec 27 buts encaissés.
En coupe de France, le FC Sochaux est éliminé en 1/32 de finale par le Clermont Foot. En Coupe de la Ligue, le FC Sochaux est éliminé en 1/32 de finale par l'AS Nancy-Lorraine.

## Transferts

### Mercato d'été
| Nom                        | Nationalité sportive | Contrat        | Provenance/Destination   |
| Arrivées                   |                      |                |                          |
| Francileudo Santos         | Tunisie              | ?              | Étoile sportive du Sahel |
| Gilles Leclerc             | France               | ?              | ASOA Valence             |
| Didier Lang                | France               | Retour de prêt | ES Troyes AC             |
| Patrick Guillou            | France               | ?              | AS Saint-Étienne         |
| Alexandre Silveira Finazzi | Brésil               | ?              | SE Gama                  |
| Départs                    |                      |                |                          |
| Danijel Ljuboja            | RF Yougoslavie       | ?              | RC Strasbourg            |
| Jean-Michel Ferri          | France               | -              | Retraite sportive        |
| Yves Bouger                | France               | -              | Retraite sportive        |
| John Licina                | France               | ?              | Dundee United            |

### Mercato d'hiver
| Nom           | Nationalité | Contrat | Provenance/Destination |
| Arrivées      |             |         |                        |
| Mickaël Pagis | France      | ?       | Nîmes Olympique        |
| Départs       |             |         |                        |
| -             | -           | -       | -                      |